# 廣播金鐘獎兒童節目獎
廣播金鐘獎兒童節目獎是由文化部影視及流行音樂產業局在臺灣舉辦的現行頒發獎項。

## 歷屆得獎暨入圍名單
|  | 獲獎者 |

### 兒童節目獎（第38屆～第39屆）
| 年度 （屆數）   | 廣播作品                                 |
| --------------- | ---------------------------------------- |
| 2003 （第38屆） | 《世界隨身聽》／中國廣播公司             |
| 2003 （第38屆） | 《小蕃薯列車》／高雄廣播電臺             |
| 2003 （第38屆） | 《好家庭古典音樂盒》／好家庭廣播公司     |
| 2003 （第38屆） | 《生活魔法師》／正聲廣播公司             |
| 2003 （第38屆） | 《晚安小寶貝》／漢聲廣播電台花蓮台       |
| 2004 （第39屆） | 《音樂塗鴉國》／台北愛樂                 |
| 2004 （第39屆） | 《兒童樂園》／漢聲高雄台                 |
| 2004 （第39屆） | 《快樂兒童》／復興台北台                 |
| 2004 （第39屆） | 《音樂精靈圖書館》／大新竹廣播電台       |
| 2004 （第39屆） | 《音樂開門之兒童床邊音樂故事》／台北愛樂 |

### 兒童少年節目獎（第44屆～第45屆）
| 年度 （屆數）   | 廣播作品                                             |
| --------------- | ---------------------------------------------------- |
| 2009 （第44屆） | 《小手牽大手》／正聲廣播股份有限公司臺北調頻廣播電臺 |
| 2009 （第44屆） | 《小蕃薯列車》／高雄廣播電臺                         |
| 2009 （第44屆） | 《快樂兒童》／復興廣播電臺                           |
| 2009 （第44屆） | 《童話夢工廠》／環宇廣播事業股份有限公司             |
| 2009 （第44屆） | 《當我們童在一起》／財團法人中央廣播電臺             |
| 2010 （第45屆） | 《小蕃薯列車》／高雄廣播電臺                         |
| 2010 （第45屆） | 《小手牽大手》／正聲廣播股份有限公司臺北調頻廣播電臺 |
| 2010 （第45屆） | 《少年哈科學》／國立教育廣播電臺                     |
| 2010 （第45屆） | 《兒童百科部落格》／正聲廣播股份有限公司臺中廣播電臺 |
| 2010 （第45屆） | 《寶貝萬歲》／正聲廣播股份有限公司雲林廣播電臺       |

### 兒童節目獎（第46屆～至今）
| 年度 （屆數）   | 廣播作品                                                       |
| --------------- | -------------------------------------------------------------- |
| 2011 （第46屆） | 《小蕃薯列車》／高雄廣播電臺                                   |
| 2011 （第46屆） | 《小太陽的天空》／內政部警政署警察廣播電臺臺中臺               |
| 2011 （第46屆） | 《兒童ECO》／國立教育廣播電臺                                  |
| 2011 （第46屆） | 《音樂‧故事灣》／竹科廣播股份有限公司                          |
| 2011 （第46屆） | 《童言童語童樂會》／內政部警政署警察廣播電臺花蓮臺             |
| 2012 （第47屆） | 《陽光小豆芽》／內政部警政署警察廣播電臺臺北總臺               |
| 2012 （第47屆） | 《地球，Sorry！Sorry！》／內政部警政署警察廣播電臺高雄臺       |
| 2012 （第47屆） | 《音樂‧故事灣》／竹科廣播股份有限公司                          |
| 2012 （第47屆） | 《健康小精靈》／漢聲廣播電臺臺北總臺                           |
| 2012 （第47屆） | 《童心大視界》／財團法人中央廣播電臺                           |
| 2013 （第48屆） | 《幸福進行曲》／財團法人中央廣播電臺                           |
| 2013 （第48屆） | 《地球，Sorry！Sorry！》／內政部警政署警察廣播電臺高雄臺       |
| 2013 （第48屆） | 《我愛福爾摩莎》／國立教育廣播電臺彰化分臺                     |
| 2013 （第48屆） | 《許願森林》／復興廣播電臺                                     |
| 2013 （第48屆） | 《童心大視界》／財團法人中央廣播電臺                           |
| 2014 （第49屆） | 《人人都是大明星》／國立教育廣播電臺                           |
| 2014 （第49屆） | 《九點強強滾》／台灣全民廣播電台股份有限公司                   |
| 2014 （第49屆） | 《幸福進行曲》／財團法人中央廣播電臺                           |
| 2014 （第49屆） | 《音樂‧故事灣》／竹科廣播股份有限公司                          |
| 2014 （第49屆） | 《健康小精靈》／漢聲廣播電臺臺北總臺                           |
| 2015 （第50屆） | 《小偵探看媒體》／國立教育廣播電臺                             |
| 2015 （第50屆） | 《我愛福爾摩莎》／國立教育廣播電臺                             |
| 2015 （第50屆） | 《幸福呼拉圈》／財團法人中央廣播電臺                           |
| 2015 （第50屆） | 《許願森林》／復興廣播電臺                                     |
| 2015 （第50屆） | 《當我們童在一起》／正聲廣播股份有限公司臺中廣播電臺           |
| 2016 （第51屆） | 《音樂‧故事灣》／竹科廣播股份有限公司                          |
| 2016 （第51屆） | 《九點強強滾》／台灣全民廣播電台股份有限公司                   |
| 2016 （第51屆） | 《小蕃薯列車》／高雄廣播電臺                                   |
| 2016 （第51屆） | 《我的世界好朋友》／國立教育廣播電臺                           |
| 2016 （第51屆） | 《賽恩思遊樂園》／國立教育廣播電臺                             |
| 2017 （第52屆） | 《世界樂來樂好聽》／國立教育廣播電臺                           |
| 2017 （第52屆） | 《麻吉同學會》／國立教育廣播電臺                               |
| 2017 （第52屆） | 《親親寶貝》／內政部警政署警察廣播電臺                         |
| 2017 （第52屆） | 《賽恩思遊樂園》／國立教育廣播電臺                             |
| 2018 （第53屆） | 《賽恩思遊樂園》／國立教育廣播電臺                             |
| 2018 （第53屆） | 《woosa woosa 小學堂》／內政部警政署警察廣播電臺               |
| 2018 （第53屆） | 《世界樂來樂好聽》／國立教育廣播電臺                           |
| 2018 （第53屆） | 《花路米圖書館》／財團法人原住民族文化事業基金會               |
| 2018 （第53屆） | 《麻吉同學會》／國立教育廣播電臺                               |
| 2019 （第54屆） | 《酷客科學道館》／國立教育廣播電臺                             |
| 2019 （第54屆） | 《i動物進行式》／國立教育廣播電臺                              |
| 2019 （第54屆） | 《Woosa woosa小學堂》／內政部警政署警察廣播電臺                |
| 2019 （第54屆） | 《小小宇宙探險號》／國立教育廣播電臺                           |
| 2019 （第54屆） | 《小發現大科學》／國立教育廣播電臺                             |
| 2020 （第55屆） | 《地球探險號》／國立教育廣播電臺                               |
| 2020 （第55屆） | 《i動物進行式》／國立教育廣播電臺                              |
| 2020 （第55屆） | 《大腳逛世界》／內政部警政署警察廣播電臺                       |
| 2020 （第55屆） | 《維多叔叔的故事歡樂車》／基隆輕鬆廣播電台股份有限公司         |
| 2021 （第56屆） | 《MIT生態道館》／國立教育廣播電臺                              |
| 2021 （第56屆） | 《i動物進行式》／國立教育廣播電臺                              |
| 2021 （第56屆） | 《小發現大科學》／國立教育廣播電臺                             |
| 2021 （第56屆） | 《夢想共和國》／臺北廣播電臺                                   |
| 2021 （第56屆） | 《顛覆！故事STEAM》／竹科廣播股份有限公司                      |
| 2022 （第57屆） | 《大耳朵探險家》／國立教育廣播電臺                             |
| 2022 （第57屆） | 《i動物進行式》／國立教育廣播電臺                              |
| 2022 （第57屆） | 《小發現大科學》／國立教育廣播電臺                             |
| 2022 （第57屆） | 《穿越時空玩科學》／國立教育廣播電臺                           |
| 2022 （第57屆） | 《童話夢想家》／環宇廣播事業股份有限公司                       |
| 2023 （第58屆） | 《走吧！尋找山林「痕」角色》／內政部警政署警察廣播電臺臺中分臺 |
| 2023 （第58屆） | 《大耳朵探險家》／國立教育廣播電臺                             |
| 2023 （第58屆） | 《小發現大科學》／國立教育廣播電臺                             |
| 2023 （第58屆） | 《小蕃薯偵探隊》／國立教育廣播電臺                             |
| 2023 （第58屆） | 《童話透中島》／正聲廣播股份有限公司                           |
| 2024 （第59屆） | 《出發吧！鱻魚練習生》／內政部警政署警察廣播電臺               |
| 2024 （第59屆） | 《Hashtag123》／國立教育廣播電臺                               |
| 2024 （第59屆） | 《小蕃薯偵探隊》／國立教育廣播電臺                             |
| 2024 （第59屆） | 《超夢莉冒險奇航號》／正聲廣播股份有限公司                     |
| 2024 （第59屆） | 《錢事今聲》／內政部警政署警察廣播電臺臺北分臺                 |
| 2025 （第60屆） |                                                                |
|                 |                                                                |
|                 |                                                                |
|                 |                                                                |
|                 |                                                                |

## 外部連結
- 廣播電視金鐘獎官方網站 （页面存档备份，存于）
- 歷屆廣播金鐘獎得獎入圍名單 （页面存档备份，存于），文化部影視及流行音樂產業局